# 天文學 (雜誌)
《天文學》（英語：Astronomy）是美國出版的天文學雜誌，於1973年8月創刊，以月刊形式出版。

## 歷史
《天文學》雜誌是由位於威斯康辛州沃基肖（Waukesha）的卡姆巴克出版社（Kalmbach Publishing）出版。讀者群主要是對天文學有興趣的業餘人士，針對未來天象、天文儀器的新科技、天文攝影等。
《天文學》雜誌創刊號共48頁；創辦人是威斯康辛大學史第分普穎特分校（University of Wisconsin–Stevens Point）畢業的業餘天文學家Stephen A. Walther。1985年天文學雜誌成為卡姆巴克出版社旗下一員，1990年代創立網站。

## 雜誌風格
每期《天文學》雜誌前半部份的文章都是由天文學家介紹天文知識，後半部分則適合天文愛好者閱讀。專業文章包含天文學各領域，如宇宙学、天體生物學等與天文台或天文學家介紹。適合天文愛好者的文章則有每月天象預報、深空天體、行星觀測以及天文攝影作品或器材介紹。
每期雜誌都附有當月星圖、行星位置圖（在雜誌中間連頁）。並有“Ask Astro”單元，接受各地讀者詢問天文有關的問題，並由專業天文學家或編輯部解答。此外並有介紹關於天文的書籍、活動訊息、儀器等。同時也刊出讀者投稿的天文攝影照片。

## 發行量
《天文學》雜誌目前是世界發行量最大的天文雜誌，主要的競爭者是美國的《天空與望遠鏡》雜誌（Sky & Telescope）。

## 外部連結
- 官方网站
- 天文學的Facebook專頁
- 天文學的X（前Twitter）
- 卡姆巴克出版社官方網站 （页面存档备份，存于）